# Carlos Enrique Rentería
Carlos Enrique Rentería  Olaya (5 de julio de 1995) más conocido como Neneco Rentería es un futbolista colombiano. Juega como volante de marca en el Feirense de la Segunda División de Portugal.

## Trayectoria

### Deportivo Cali
Se inició en las divisiones menores del Deportivo Cali, fue campeón y goleador del torneo Sub-19 de 2012 y participó en el torneo de Gradisca Italia de 2012 llegando hasta las semifinales, en dicho torneo su club solo perdió un partido y ese fue contra Colo-Colo (equipo que se coronó campeón de dicho torneo) y por ello quedaron eliminados del torneo.
Marcó su primer gol como profesional en el partido válido por la primera fecha de la Copa Postobon 2013 frente al Dépor, atribuyéndosele el segundo gol de su equipo 0-2, aquel partido terminó 1-4 a favor del Deportivo Cali.
Llega a 2 anotaciones como profesional marcando el empate de su equipo frente al Deportivo Pasto por la última fecha de la Copa Postobon.
En el 2016 se anuncia su contratación en calidad de préstamo con opción a compra al club Tigres UANL.

### Deportes Tolima
En el año 2017 llega al equipo pijao del Fútbol Profesional colombiano.

## Clubes
| Club                      | País     | Año         | PJ | Goles |
| ------------------------- | -------- | ----------- | -- | ----- |
| Deportivo Cali            | Colombia | 2012 - 2016 | 41 | 3     |
| Juárez                    | México   | 2016        | 6  | 0     |
| Deportes Tolima           | Colombia | 2017 - 2019 | 81 | 1     |
| Botafogo                  | Brasil   | 2020 - 2021 |    |       |
| Sport Recife              | Brasil   | 2021        |    |       |
| Académico de Viseu        | Portugal | 2021 - 2022 |    |       |
| Torreense                 | Portugal | 2022 - 2024 |    |       |
| Al Quwa Al Jawiya         | Irak     | 2024        |    |       |
| Clube Desportivo Feirense | Portugal | 2025 - act. |    |       |

## Palmarés

### Títulos nacionales
| Título                | Equipo          | País     | Año  |
| --------------------- | --------------- | -------- | ---- |
| Superliga de Colombia | Deportivo Cali  | Colombia | 2014 |
| Torneo Apertura       | Deportivo Cali  | Colombia | 2015 |
| Torneo Apertura       | Deportes Tolima | Colombia | 2018 |

### Títulos internacionales
| Título              | Equipo          | País | Año  |
| ------------------- | --------------- | ---- | ---- |
| Juegos Bolivarianos | Colombia Sub-18 | Perú | 2013 |